# Emine Erdoğan

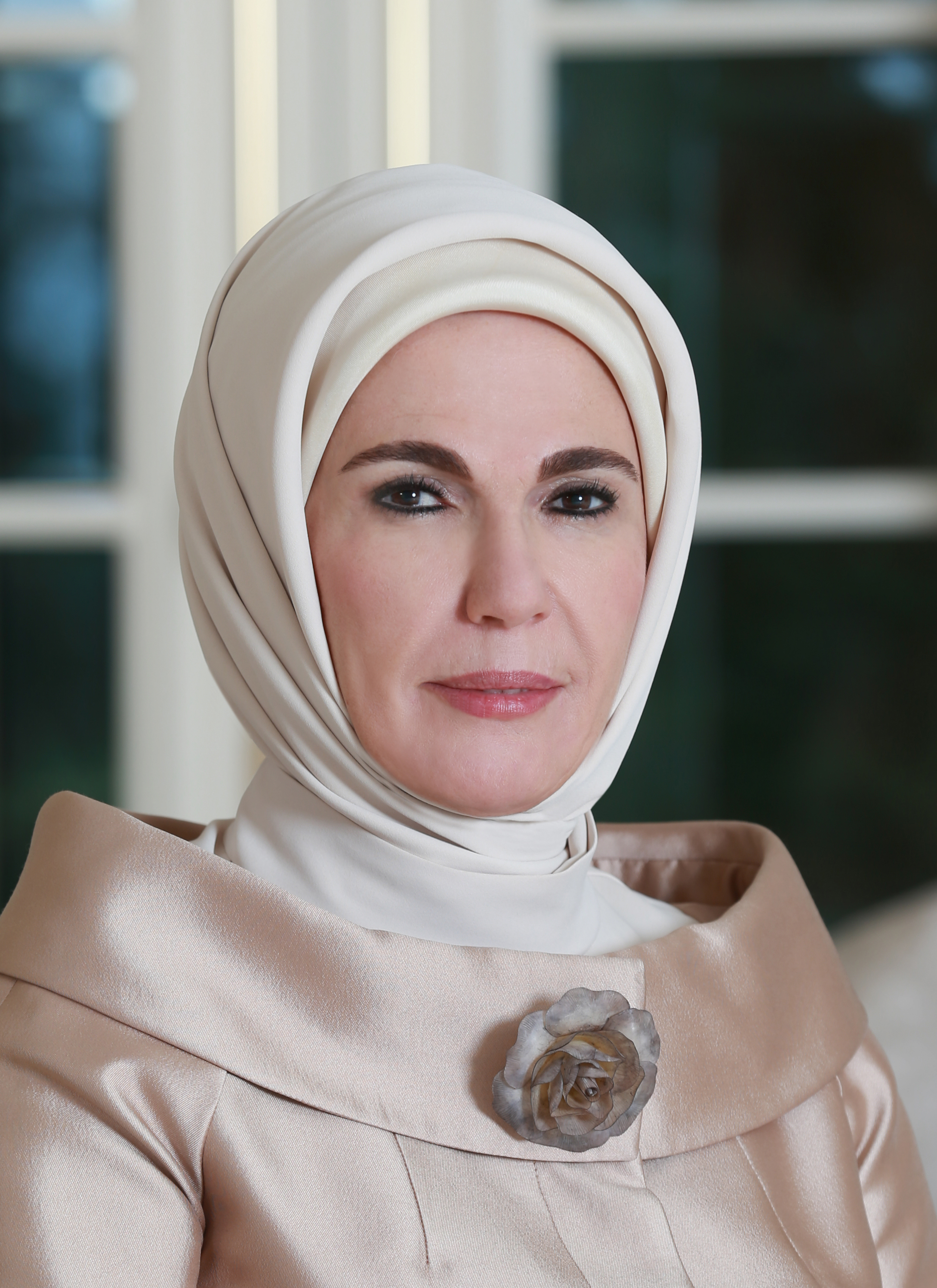
Emine Erdoğan, 2015

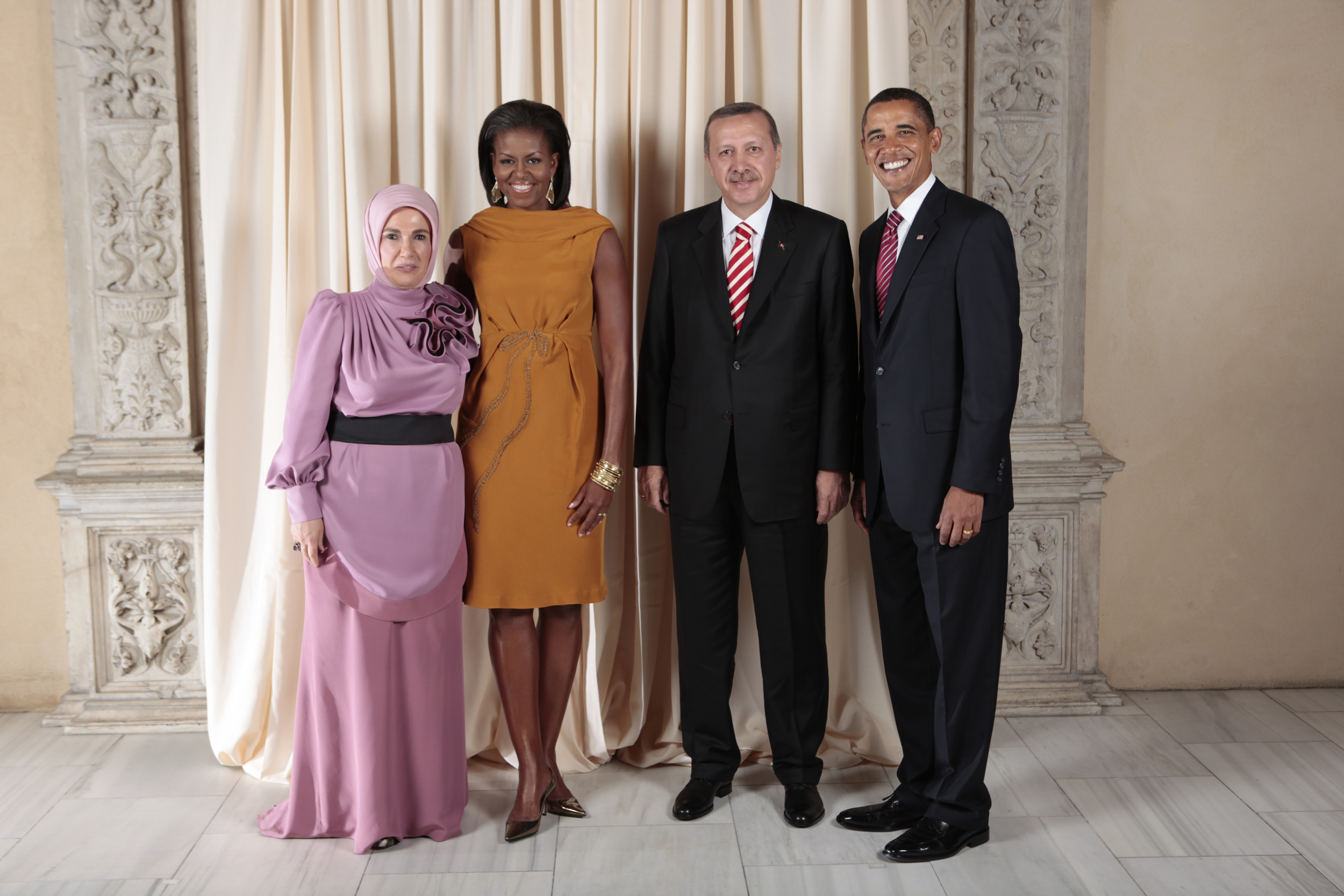
Emine Erdogan beim Staatsbesuch in den USA, 2009

Emine Erdoğan (* 21. Februar 1955 in Istanbul als Emine Gülbaran) ist als Ehefrau des türkischen Präsidenten Recep Tayyip Erdoğan seit 2014 die First Lady der Türkei.

## Leben
Emine wurde 1955 im Istanbuler Stadtteil Fatih als fünftes Kind von Cemal und Hayriye Gülbaran geboren, die ursprünglich aus Siirt stammen und arabischer Herkunft sind. Mit 15 Jahren sollte sie das Kopftuch tragen und wurde nach ihrer Aussage und der ihres Bruders von ihm dazu gezwungen. Als Ausbildungsort wird oftmals die Mithatpaşa Akşam-Kunstschule angegeben, aber ob die Ausbildung abgeschlossen worden ist oder nicht – oder ob sie diese überhaupt besucht hat –, ist nach Aussagen einiger Journalisten nicht mehr recherchierbar.
Vor der Hochzeit mit Erdoğan soll dieser ihr in einem Traum erschienen sein; nach Aussage ihrer Weggefährtin Şule Yüksel Şenler zeigte ein „alter bärtiger Mann mit Gebetskäppchen“ auf einen „langen hübschen jungen Mann in cremefarbenem Anzug“ (der den bekannter werdenden Erdoğan symbolisierte) und sagte ihr, sie solle ihn heiraten. Sie war Mitglied in der islamischen Frauenvereinigung İdealist Kadınlar Birliği und lernte Recep Tayyip auf einer Konferenz kennen. 1978 heiratete sie Erdoğan.
Mit dem Wahlsieg Erdoğans im Jahre 2002 stieg sie zur Ministerpräsidentengattin auf, was Spannungen auslöste, da das Betreten mit Hidschab damals in staatlichen Einrichtungen im Sinne der türkischen Säkularität nicht erlaubt war. Das gleiche Problem teilte sie mit der Ehefrau des früheren Ministerpräsidenten Abdullah Gül, Hayrünnisa Gül. So wurden teilweise keine Einladungen an sie verschickt oder sie mieden freiwillig die Staatsakte – wie z. B. das Begrüßen des Militärs. Diese Tabus wurden schrittweise gebrochen – mittlerweile trägt sie ganz offen Kopftücher und gilt konservativen Türkinnen als modisches Vorbild. Für die ausländischen Staatschefs etablierten sich neue Regeln bezüglich der Etikette wie das Auslassen von Wangenküsschen, bei deren Missachtung sie den Kopf wegneigt. 2012 nahm Emine Erdoğan erstmals offiziell mit Kopftuch an den Feiern im Parlament zum Tag der nationalen Souveränität teil. Zuvor hatte sie im Oktober 2010 erstmals an den Feiern zum Tag der Republik teilgenommen. Die jeweiligen Auftritte fanden auch international ein Medienecho.
Das Ehepaar Erdoğan hat zwei Söhne, Ahmet Burak und Necmeddin Bilal, und zwei Töchter, Esra und Sümeyye. Die Töchter studierten in den USA. Esra ist seit 2004 mit Berat Albayrak verheiratet, der von 2016 bis 2018 Minister für Energie und Naturschätze im Kabinett Davutoğlu III war.